# Shixia Shuiku
Shixia Shuiku är en reservoar i Kina. Den ligger i provinsen Shanxi, i den norra delen av landet, omkring 100 kilometer sydost om provinshuvudstaden Taiyuan. Shixia Shuiku ligger 1 136 meter över havet. Arean är 1,5 kvadratkilometer. Trakten runt Shixia Shuiku består till största delen av jordbruksmark. Den sträcker sig 1,7 kilometer i nord-sydlig riktning, och 1,9 kilometer i öst-västlig riktning.
Genomsnittlig årsnederbörd är 716 millimeter. Den regnigaste månaden är juli, med i genomsnitt 252 mm nederbörd, och den torraste är december, med 4 mm nederbörd.